# Hwayobi
Hwayobi, pseudonimo di Park Re-a (박화요비?; Gunsan, 11 febbraio 1982), è una cantante sudcoreana.
Ha debuttato in Corea nel 2000 collaborando con Park Hyo-shin nell'album Haejul do il Eomneun.
Nello stesso anno incide il primo album My All. Nel 2004 debutta in Giappone con il solo nome Hwayobi, ma la popolarità arriva nel 2008 a seguito della partecipazione nello show televisivo Uri gyeolhonhaess-eo-yo.

## Discografia

### Album coreani
| Pubblicato | Titolo                    |
| ---------- | ------------------------- |
| 30-06-2000 | My All                    |
| 15-09-2001 | Nineteen Plus One         |
| 09-10-2002 | Because I Love You        |
| 08-07-2004 | 언제라도                  |
| 09-02-2006 | Hwayobi                   |
| 17-03-2008 | Sunshine                  |
| 05-02-2009 | This is Love (mini album) |
| 06-08-2009 | Summer (mini album)       |

### Singoli coreani
| Pubblicato | Titolo                       |
| ---------- | ---------------------------- |
| 27-05-2009 | 2009 No.1 Diva's Love - Once |

### Album giapponesi
| Pubblicato | Titolo            |
| ---------- | ----------------- |
| 2006       | Hwayobi (火曜飛?) |

### Singoli giapponesi
| Pubblicato | Titolo                         |
| ---------- | ------------------------------ |
| 17-11-2004 | Fly Again                      |
| 23-02-2005 | Tengoku no Kioku (天国の記憶?) |

### Raccolte
| Pubblicata | Titolo                           |
| ---------- | -------------------------------- |
| 24-10-2003 | Best: Across the Romantic Bridge |
| 01-08-2007 | Remake: Kiss in Yesterday        |
| 01-07-2009 | Best: The Gold                   |

### Colonne sonore
| Pubblicata | Album                                                        | Titolo                               |
| ---------- | ------------------------------------------------------------ | ------------------------------------ |
| 12-10-2004 | Second Propose OST (두번째 프러포즈 OST)                     | Traccia 3: 잊혀진 계절               |
| 25-05-2005 | Fashion 70s OST (패션 70s OST)                               | Traccia 8: 그림자                    |
| 24-12-2008 | Star-ui yeon-in OST (스타의 연인 OST)                        | Traccia 2: 내겐 어려운 그 말         |
| 29-10-2009 | Three Brothers OST (수상한 삼형제 OST)                       | Traccia 5: 마취 (Anestesia)          |
| 09-11-2009 | The Relation Of Face, Mind And Love OST (내 눈에 콩깍지 OST) | Traccia 5: 사랑탓 (Colpa dell'amore) |
| 16-02-2010 | OB/GYN Doctors OST                                           | Traccia 2: 늦은 사랑 (Amore tardo)   |

### Collaborazioni
| Pubblicato | Artista                     | Titolo                                                    | Traccia                                                            |
| ---------- | --------------------------- | --------------------------------------------------------- | ------------------------------------------------------------------ |
| 07-06-2001 | Brown Eyes                  | 벌써 1년                                                  | Tracia 5: Geu Nyuh Ga Na Reul Bo Neh (그녀가 나를 보네; A piacere) |
| 12-2001    | Rich                        | I Have A Dream                                            | Traccia 5: Without You                                             |
| 08-04-2002 | Jun So Young (전소영)       | Jun So Young Vol.1                                        | Traccia 10: Irony                                                  |
| 29-05-2002 | Artisti vari                | 2002 FIFA World Cup Official Album - Songs of Korea/Japan | Traccia 7: Dream                                                   |
| 28-06-2002 | Leessang                    | Leessang of Honey Family                                  | Traccia 16: 끝으로                                                 |
| 23-09-2004 | Honey Family                | Slow & Jam                                                | Traccia 4: 좋은 아침                                               |
| 01-02-2006 | Artisti vari                | 12 Memories of Love                                       | Traccia 5: Stars Traccia 6: 사랑한 그 날엔                         |
| 09-01-2007 | KCM                         | Break Out January                                         | Traccia 2: 사랑이 올까봐                                           |
| 10-07-2008 | Lee Ki Chan                 | Singing All My Songs For You                              | Traccia 5 1분만 안아줄래                                           |
| 10-10-2008 | Untouchable                 | It's Okay                                                 | Traccia 1: It's Okay                                               |
| 19-02-2009 | Kim Dong-wook               | 감성적 포유류                                             | Traccia 5: Feedback                                                |
| 03-12-2009 | Double Trouble (더블트러블) | Double Trouble Single: TV Star                            | Traccia 1: TV Star (TV스타)                                        |

## Riconoscimenti
- Tredicesimi Korea Entertainment Art Awards: "Miglior Artista di Ballad (Donna)" (2006)